# Северна јуричица
Северна јуричица (лат. Acanthis flammea) врста је птице из породице Fringillidae. Насељава, како јој и само име каже, северне делове Европе (Велика Британија, Скандинавско полуострво, Русија), а зими се сели у топлије крајеве. По изгледу је веома слична поларној јуричици, што знатно отежава њену идентификацију.